# Причерноморский экономический район
Причерномо́рский экономи́ческий райо́н (укр. Причорноморський економічний район) — один из девяти экономических районов Украины, примерно совпадает с историко-географическим регионом Северное Причерноморье. Регион выделяется практически всегда, причём в отличие от других регионов разногласий в определении его границ практически нет.

## История

Экономические районы УССР
Донецко-Приднепровский
Юго-Западный
Южный

В начале 1960-х годов в ходе обоснования схемы интегрального районирования СССР был образован Южный экономический район, включавший четыре южных области УССР:
- Крымская область, включая Севастополь
- Николаевская область
- Одесская область
- Херсонская область

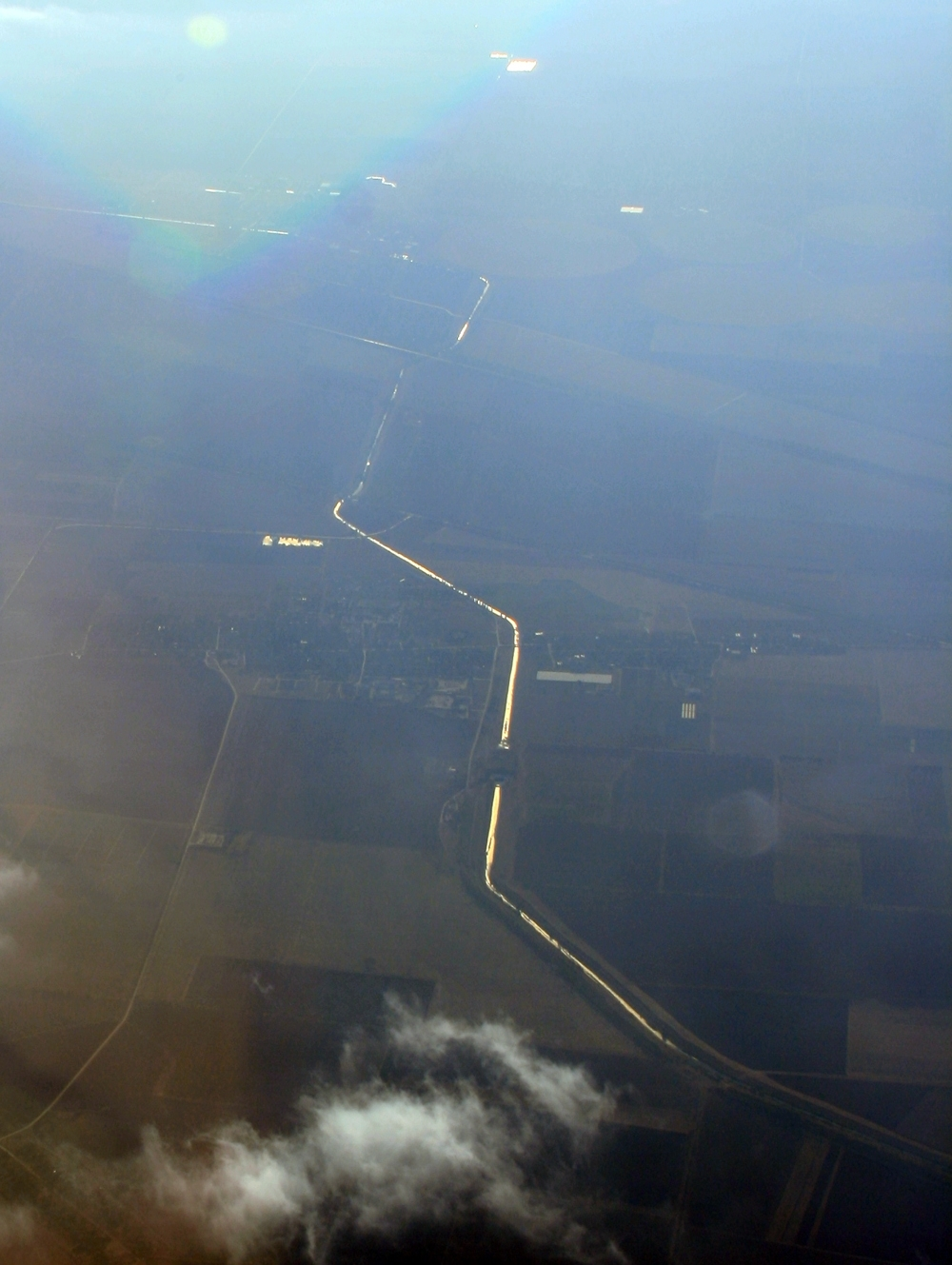
Северо-Крымский канал (1961-1971)

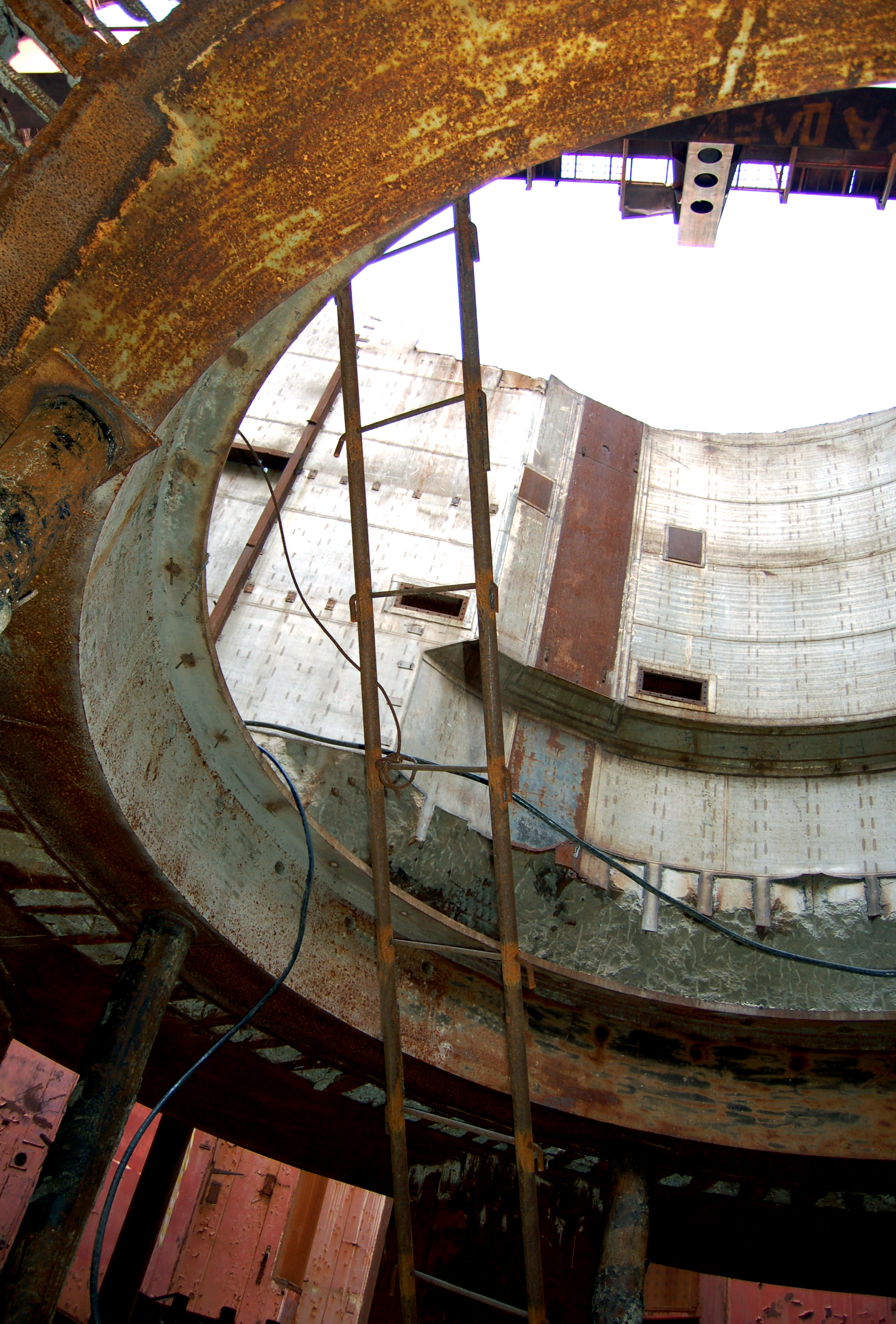
Крымская АЭС (1975-1989), строительство было заморожено

Территория 113,3 тыс км2 или 0.5%, 2,8% населения, 3% обрабатываемых земель, 2,2% железных дорог, 2.1% автодорог СССР. Население — 7 560 тыс. (1987). Высокий процент хозяйственного освоения территории. Основные отрасли специализации: машиностроение (судостроение, сельскохозяйственное и т.д), многоотраслевая пищевкусовая и лёгкая промышленность. Доля промышленности в валом производстве оценивалась в 2/3.
Сельское хозяйство: ведущая роль — земледелие: выращивают зерновые и масличные культуры. Развиты овощеводство, плодоводство, виноградарство. Животноводство (молочно-мясное скотоводство, тонкорунное овцеводство, свиноводство).

## Географическое положение, общая характеристика
Площадь района – 113,4 тыс. км² (18,8% площади Украины).
В районе развито машиностроение, судостроение, рекреационный комплекс, многоотраслевая пищевая и химическая промышленность, курортное хозяйство и высокотоварное сельское хозяйство с высокой долей посевов зерновых, садов, виноградников, табака и эфиромасличных культур. На район приходится 30% производства кузнечно-прессового оборудования, 45,9% консервов, 20% химических удобрений Украины. Здесь сконцентрировано до 90% украинского производства вин. Значителен вклад региона в производство морских и речных судов, кукурузоуборочных комбайнов, тракторных плугов, металлорежущих станков, электродвигателей.
Причерноморский социально-экономический район имеет выход в Черное и Азовское море , в этом заключается своеобразие и уникальность его географического положения. Район контактирует на севере с Центральным и Подольским социально-экономическими районами , на северо-востоке – с Приднепровским социально-экономическим районом . На западе район имеет выход к государственной границе с Молдовой и Румынией , на востоке, через Керченский пролив  - в Российскую Федерацию ; эта черта географического положения достаточно активно используется.
Приморское положение обусловило развитие судостроения и судоремонта, морского транспорта каботажного и международного плавания, курортно - туристического хозяйства . Именно в этом районе располагаются самые мощные украинские порты ( Черноморск , Одесса, Южный ), что позволяет району и Украине в целом поддерживать контакты со 172 странами мира. Придунайское расположение района позволяет поддерживать дешевое речное сообщение со многими европейскими странами (Румынией, Болгарией , Венгрией , странами бывшей Югославии , Словакией и др.). Выгодно соседство с близлежащими социально-экономическими районами. Положительно также близкое расположение района к основным топливным и металлургическим базам Украины. Плюсом является также существование паромной переправы с Болгарией и Грузией . Чрезвычайная роль отводится приморскому положению, благодаря которому Украина имеет выход на многие мировые рынки.

### Природные условия и ресурсы
По агроклиматическому районированию территория относится к очень засушливой, умеренно жаркой зоне с мягкой зимой, где есть благоприятные условия для выращивания зерновых культур, сахарной свеклы, подсолнечника, виноградарства и садоводства на оросительных землях.
Среди металлических полезных ископаемых важное значение имеют железные руды Керченского бассейна; его руды содержат примеси марганца, ванадия, фосфора.
В районе сосредотачивается более половины государственных запасов флюсовых известняков. Основные месторождения – Балаклавское, Старокрымское.
Причерноморье хорошо обеспечено сырьём для строительной индустрии — известняки, глины, каолин, вулканический туф.
Большое значение в районе играет рапа и лечебные грязи озёр и лиманов, воды которых содержат соли натрия, хлора, брома.
Топливные минеральные ресурсы представлены Причерноморской нефтегазоносной провинцией. Среди крупнейших месторождений: Глебовское, Задорненское, Джанкойское, Стрелковское, Фонтановское, Оленовское газовые, Штормовое, Голицынское, Восточно-Саратское и Змиевское - нефтяное. Другими видами топлива район обеспечен недостаточно. Проявления залежей каменного угля обнаружены в Бахчисарайском районе Крыма, бурого угля – в Вознесенском районе Николаевской области, Болградском районе Одесской области. Но промышленного значения они не имеют.
В общегосударственном разделении труда Причерноморье специализируется на производстве продукции сельского хозяйства (зерна, подсолнечника, овощей, фруктов, винограда, шерсти), пищевой промышленности (плодоовощных консервов, виноградных вин, шампанского, коньяка, эфирного масла, табачных изделий) и лёгкой (хлопчатобумажной, шерстяной ткани) промышленности, выпуска продукции машиностроения (суда, станки, прессы, сельскохозяйственные машины) и химии (бром, лак, кальцинированная сода, диоксид титана), на курортно-рекреационном хозяйстве. Международной специализацией района есть морской и железнодорожный транспорт.
Специфическая и крупномасштабная межрайонная и международная специализация района – рекреационный комплекс, состоящий из курортного хозяйства, туризма и сферы отдыха. В 2005 году насчитывалось более 300 санаториев и 250 пансионатов и домов отдыха, самые большие – на юге Крыма и в Одесской области. Территория района входит в состав Южного рекреационного района Украины. Одним из определяющих ресурсов здесь климат, особенности которого благоприятны для организации санаторно-курортного лечения и других видов рекреационной деятельности. Район имеет значительные запасы минеральных вод, йодобромных рассолов, лечебных грязей.

### Промышленность
Ведущую роль в промышленном комплексе Причерноморского социально-экономического района занимает легкая промышленность, прежде всего текстильная, трикотажная, швейная, кожевенно-обувная и меховая.
Текстильная и трикотажная промышленность представлена Херсонским хлопковым комбинатом, Севастопольской фабрикой спортивных трикотажных изделий, Одесской жгутовой фабрикой.
Обувная промышленность развита в Одессе, Николаеве, Симферополе.
Значительные мощности для производства парфюмерно-косметической промышленности имело предприятие «Красные паруса» (Николаев).
Ключевым в районе есть машиностроительный комплекс. Его профиль составляет выпуск крупно- и малотоннажных судов, мощных земснарядов, плавучих кранов, доков, металлорежущих станков, кукурузоуборочных комбайнов, тракторных плугов, оборудования для пищевой промышленности, тяжёлых кранов, строительно-путевых машин, телевизоров и электротехники, полиграфических машин.
Судостроение сосредоточено в Николаеве и Херсоне, судоремонт — в Одессе, Черноморске, Измаиле, Килии, Херсоне.
Станкостроение развито в Одессе.
Энергетическое и электротехническое машиностроение развивается в Новой Каховке, Первомайске, Одессе, Симферополе, Херсоне.
Приборостроение и производство инструментов сосредоточены в Одессе и Николаеве.
Сельскохозяйственное машиностроение района специализируется на производстве кукурузоуборочных комбайнов (Херсон), тракторных плугов (Одесса), ирригационного оборудования (Джанкой).
На основе рапы из Сиваша, солёных озер на западе Крыма и довозного сырья (нефть, серный колчедан, апатит, ильменит) развивается химическая промышленность.
Среди основных предприятий химической промышленности следует назвать бромное производство в Красноперекопске, химкомбинат в Саки, суперфосфатный, азотнотуковый, химико-фармацевтический, лакокрасочный заводы в Одессе .
Металлургический комплекс представлен в районе первичным сырьевым звеном. Ведется добыча в Керченском железорудном бассейне Камыш-Бурунским железорудным комбинатом, для обогащения сырье отправляется в Мариуполь . В Николаеве работает глиноземный завод, дающий сырье для нужд Запорожского алюминиевого комбината.
Топливно-энергетический комплекс. На местных гидроресурсах работает Каховская ГЭС на Днепре. Основная часть электроэнергии производится на ТЭС и ТЭЦ (Симферопольская, Камыш-Бурунская, Севастопольская, Одесская, Николаевская, Херсонская). Работает Южноукраинская АЭС.
Топливная промышленность имеет значительные перспективы в связи с ростом добычи нефти и газа в Причерноморье, началом функционирования нефтепровода Одесса  -Броды и Одесским нефтетерминалом.

### Сельское хозяйство
Причерноморье является житницей Украины. Степи превращены в зерновой пояс озимой пшеницы и кукурузы. Площади, занятые зерновыми культурами, занимают почти половину посевных площадей района. Среди технических культур ведущее место занимают подсолнечник, эфиромасличные (кориандр, роза, лаванда, шалфей и др.), табак, сахарная свекла. Межрайонное значение имеют овоще-бахчевые культуры (помидоры, сладкий перец, баклажаны и кабачки, арбузы и дыни). Овощеводство активно развивается вокруг Одессы, крупных центров консервной промышленности (Херсона и Измаила) и на юго-западе Крыма. Бахчевые продовольственные культуры культивируют повсеместно в пределах района. Славится район садами и виноградниками. Садоводство распространено по всей территории района, особенно в Крыму. В посадках доминируют абрикосы, персики, черешня, вишня, слива, яблоня, груша, грецкий орех, миндаль. Район занимает первое место в Украине по насыщенности виноградниками (Крым и Одесчина).
Основные отрасли животноводства - скотоводство молочно-мясного и мясо-молочного направления, свиноводство , овцеводство , птицеводство , пчеловодство и шелководство. Район является самым важным в Украине по производству тонкорунной шерсти.
На мощной сельскохозяйственной ресурсной базе активно развивается пищевая промышленность. Особое значение имеют винодельческая, рыбная, плодоовощеконсервная, мясная, молочная и масложировая промышленность.
Винодельческая промышленность – одна из наиболее развитых отраслей пищевой промышленности района. На нее приходится 90% общегосударственного производства вин. Здесь ежегодно производится до 40 млн. декалитров виноградного вина, 300 тыс. декалитров коньяка и 3 млн. бутылок шампанского. Специализированные предприятия первичного производства сосредоточены преимущественно в юго-западном и предгорных районах Крыма, а также в Приднепровье и юго-западной части Одесской области. Здесь сформировался Южный виноградно-винодельческий район.
Район занимает первое место по производству плодоовощных консервов среди экономических районов Украины. Крупнейшие плодоовощеконсервные комбинаты размещены в Херсоне, Измаиле, Одессе и Симферополе. Табачно-ферментационная промышленность действует в Ялте, Феодосии, Симферополе; эфиромасличная - в Симферополе, Алуште, Судаке; масложировая — в Одессе, Херсоне, Николаеве, Вознесенске; сахарная - Подольская, Одессе.
В Причерноморском социально-экономическом районе самый большой в стране рыбоперерабатывающий комплекс, использующий ресурсы Азово-Черноморского бассейна. Вылов рыбы преимущественно увеличивается за счёт прироста океанического рыболовства. Крупнейшие центры рыбной промышленности – Одесса, Керчь, Севастополь, Белгород-Днестровский.
Крупнейшие предприятия мясной промышленности сосредоточены преимущественно в крупных городах – Одессе, Николаеве, Херсоне, Симферополе, Севастополе. Предприятия маслодельной, молочной и сыроделительной промышленности расположены в районах развитого молочного скотоводства и в крупных городах.

### Транспорт
Транспортный комплекс охватывает все виды транспорта. Исключительно важную межгосударственную роль играет морской транспорт. Крупнейшими портами являются Черноморск, Южный, Одесса, Херсон, Николаев. Для рационализации перевозок построена паромная переправа Черноморск – Варна. Хорошо развит речной транспорт на Днепре, Дунае и Южном Буге. Главные порты – Херсон, Новая Каховка, Измаил, Килия. Вышеупомянутые порты объединяются в Черноморское, Азовское и Украинско-Дунайское пароходства.
Среди сухопутных видов транспорта выделяется железнодорожный. Основные железнодорожные магистрали - Одесса - Киев, Николаев - Знаменка - Харьков, Херсон - Днепр, Севастополь - Симферополь - Харьков, Одесса - Львов, Одесса - Николаев - Херсон - Джанкой - Керчь.
Общая протяженность автомобильных путей превышает 25 тыс. км. Среди основных автомагистралей общегосударственного и межгосударственного значения: Николаев - Одесса - Кишинёв ; Николаев – Херсон – Симферополь; Одесса – Измаил; Одесса - Киев.
Основную роль в перевозках играют экспортные перевозки; в частности, это каменный уголь, железная руда, кокс, чёрные металлы, лес, сахар, химическая продукция. В импорте преобладают машины, оборудование, минерально-сырьевые ресурсы.
За исключением газопроводов Глебовка — Симферополь — Севастополь и Джанкой — Симферополь, все остальные трубопроводы начинаются за пределами района и имеют межрайонное или межгосударственное значение: газопровод Шебелинка  — Днепр  — Одесса — Кишинёв, нефтепроводы Гнединцы —  Прилуки — Кременчуг — Херсон, Одесса — Броды - Лисичанск, Кременчуг - Херсон, аммиакопровод Тольятти — Одесса.

### Проблемы
Экологические проблемы и рациональное использование природных условий и ресурсов требует повышенного внимания. Нерешенными остаются вопросы размещения крупных военно-воздушных и морских баз в курортных городах, что негативно сказывается на развитии санаторно-курортного дела в регионе. Существенно загрязняют окружающую среду и предприятия химической промышленности. Наиболее остро экологическая проблема возникает на территории Одесского промышленного узла.